# Добривоје Будимировић
Добривоје Будимировић (Луковица, 5. јануар 1947), познатији као Биџа, је пензионисани политичар у Србији. Био је градоначелник Свилајнца већи део периода од 1989. до 2008. године, а био је и у парламенту Србије и Југославије. Дугогодишњи члан Социјалистичке партије Србије (СПС), касније је покренуо сопствени политички покрет и сада је члан Српске напредне странке (СНС).

## Рани живот и каријера
Будимировић је рођен у селу Луковица код Свилајнца, у тадашњој НР Србији у ФНРЈ. Дипломирао је на Пољопривредном факултету у Београду, а касније радио у задрузи и предузећу Агроекспорт. Почев од 1980. године, дуги низ година обављао је дужност директора Пољопривредне школе.
Будимировић је 2013. године учествовао у ријалити телевизијској емисији Фарма. Следеће године, његов дом је озбиљно оштећен у поплавама у Србији 2014. године. 2020. је објављено да обрађује један и по хектар пољопривредног земљишта, где је узгајао пшеницу, кукуруз и луцерку, и да је још увек заузет разним домаћим и међународним пројектима.
Једном је спасао ногу од гангрене тако што је виноградским маказама ампутирао заражени прст.

## Политичар

### Милошевићеве године (1987–2000)
Будимировић је био лични сарадник Слободана Милошевића током његовог политичког успона у Србији и остао је бранилац Милошевићевог политичког наслеђа. Рекао је да је Милошевића наговорио да се у црквеном обреду ожени Мирјаном Марковић (која му је била знатно мање наклоњена) како би изградио подршку народа за њихову заједницу.
Када је у јулу 1997. Слободан Милошевић изабран за председника СР Југославије, Будимировић и његов колега социјалиста Радован Радовић су у Народној скупштини отпевали дует у част Милошевића, уз речи: „Слободане, Слободане ти си ко комуниста, волимо те, волимо те ко Исуса Христа“.

#### Градоначелник Свилајнца (1989–2000)
Будимировић је први пут постао градоначелник Свилајнца након локалних избора у Србији 1989. године, последњих одржаних када је Србија још била једнопартијска социјалистичка држава. Следеће године поново је уведена вишестраначка демократија и Будимировић је постао члан Милошевићевог СПС-а. Он је наставио да обавља функцију градоначелника након локалних избора у Србији у мају 1992, децембра 1992. и 1996. године. У овој улози био је живописна и често бомбастична фигура, а у неким круговима је исмеван као груб политички шеф. Своје градоначелниковање је описао као време невиђеног раста заједнице, указујући на изградњу породилишта и гасификацију града као један од његових успеха.
Када су уведене санкције Југославији у контексту југословенских ратова 1990-их, Будимировић је одговорио легализацијом продаје шверцованих цигарета у општини. Службеници из Београда који су стигли да одузму кријумчарене цигарете морали су да их врате.

#### Посланик (1990–2001)
Будимировић је на парламентарним изборима 1990. године изабран за посланика у Народној скупштини Србије за дивизију Свилајнац. Социјалистичка партија је однела већинску победу, а он је био присталица владе када се скупштина састала почетком 1991.
Србија је увела систем пропорционалне заступљености на републичким изборима 1992. Будимировић је добио девето место на изборној листи СПС-а у Смедереву за парламентарне изборе у децембру 1992. године и добио је мандат када је листа освојила десет мандата. (Од 1992. до 2000. године, изборни закон Србије предвиђао је да се једна трећина посланичких мандата додељује кандидатима на успешним листама по нумеричком редоследу, док ће преостале две трећине бити распоређене међу осталим кандидатима по нахођењу странака или коалиција спонзора. Будимировић није добио аутоматски мандат, иако је свеједно био укључен у делегацију СПС-а.) Социјалисти су 1992. однели мањинску победу и у почетку су владали у неформалном савезу са крајње десничарском Српском радикалном странком (СРС).
Овај савез СПС-СРС се распао средином 1993. године, а у децембру те године одржани су још једни парламентарни избори. Будимировић је добио шесто место на листи СПС-а у Смедереву и поново је добио мандат када је листа освојила једанаест мандата. Социјалисти су на овим изборима повећали укупан број места и након тога формирали нову администрацију са Новом демократијом (Нова демократија, НД).
Мирјана Марковић је 1994. године покренула политичку странку под називом Југословенска левица (ЈУЛ), која је углавном деловала у савезу са Милошевићевим СПС-ом. Будимировић, који се противио савезу, лично је интервенисао да спречи ЈУЛ да покрене локалну филијалу у Свилајнцу. Било је неких спекулација да ће касније бити искључен као кандидат СПС-а на парламентарним изборима 1997. године, али је на крају добио трећу позицију на партијској коалиционој листи у мањој, прераспоређеној подели на Јагодину. Листа је освојила три места у дивизији, а он је поново изабран за посланика.
У мају 2000. године Будимировић је изабран у делегацију Скупштине Србије у Већу република у Скупштини Савезне Републике Југославије. Служио је све до првих непосредних избора за савезну скупштину у септембру исте године.
Милошевића је победио Војислав Коштуница из Демократске опозиције Србије (ДОС) на председничким изборима у Југославији 2000. године, догађају који је подстакао широке политичке промене у Србији и Југославији. ДОС је такође однео тесну победу у Свилајнцу на истовременим локалним изборима у Србији 2000. године, а Будимировић је после тога поднео оставку на место градоначелника.
Нови српски парламентарни избори одржани су касније 2000. године; пре гласања, изборни систем Србије је реформисан тако да је цела држава постала јединствена изборна јединица и сви мандати су додељени кандидатима на успешним листама по нахођењу странака или коалиција спонзора, без обзира на бројчани ред. Будимировић се нашао на шеснаестом месту листе СПС-а, која је била углавном по азбучном реду. Листа је освојила тридесет седам места. Није добио нови мандат, а посланички мандат му је престао када је сазвана нова скупштина у јануару 2001. године.

### Од 2000. године
Ван канцеларије, Будимировић се суочио са низом правних изазова у Свилајнцу. У јуну 2004. године осуђен је за несавесно коришћење општинских средстава и осуђен на три месеца затвора. Казна није била правоснажна, а имао је право жалбе; на крају крајева, није служио ниједно време у затвору.
СПС је доживео озбиљне унутрашње поделе 2002. године, углавном око питања Милошевићевог вођства. Будимировић је подржао одлуку странке о одржавању ванредног конгреса; припремајући се за овај догађај, описао је себе као сталног присталицу Милошевића. Странка се потом распала, а Будимировић је постао потпредседник отцепљене Социјалистичке народне партије (Социјалистичка народна странка, СНС). Предводио је изборну листу странке на парламентарним изборима у Србији 2003. године; листа није прешла изборни цензус да би освојила заступљеност у скупштини.
Србија је укратко увела непосредни избор градоначелника на локалним изборима 2004. године. Будимировић се у Свилајнцу кандидовао као кандидат своје групе грађана и поново је убедљиво реизабран и обављао је функцију наредне четири године. Преживео је изборе за опозив 2007. године; обећао је да ће се повући у манастир ако буде побеђен.
Социјалистичка народна партија учествовала је на парламентарним изборима 2007. године на коалиционој изборној листи коју су предводиле Партија уједињених пензионера Србије (ПУПС) и Социјалдемократска партија (СДП). Будимировић је добио тридесет и прву позицију на коалиционој листи, која није успела да пређе изборни цензус. Његова локална листа је поражена на локалним изборима 2008. у Свилајнцу, а исте године му је истекао последњи мандат на месту градоначелника.
Касније се придружио Српској напредној странци и био у њеном главном одбору. 2016. године учествовао је на локалном протесту против пројекта третмана медицинског отпада у Свилајнцу.

## Изборна историја

### Избори за председника општине Свилајнац 2004.
| Кандидат                    | Партија                                   | Гласови | %      |
| --------------------------- | ----------------------------------------- | ------- | ------ |
| Добривоје Будимировић       | Група грађана За богату општину Свилајнац | 7.127   | 55,85  |
| Милија Јовановић (тренутни) | Демократска странка                       | 1.624   | 12,73  |
| Горица Гајић                | Демократска странка Србије                | 1.579   | 12,37  |
| Мића Нешић                  | Г17 плус                                  | 852     | 6,68   |
| Бранислав Маринковић        | Српски покрет обнове                      | 794     | 6,22   |
| Радован Радосављевић        | Покрет снага Србије                       | 440     | 3,45   |
| Станиша Страиновић          | Социјалистичка партија Србије             | 232     | 1,82   |
| Љубиша Радосављевић         | Народна демократска странка               | 114     | 0,89   |
| Укупно                      | Укупно                                    | 12.762  | 100,00 |
| Извор:                      |                                           |         |        |

### Избори за опозив председника општине Свилајнац 2007.
| Избор                  | Гласови | %      |
| ---------------------- | ------- | ------ |
| Против опозива         | 5.940   | 51,17  |
| За опозив              | 5.668   | 48,83  |
| Укупно важећих гласова | 11.608  | 100,00 |
| Извор:                 |         |        |

### Парламентарни избори у Србији 1990 - Изборна јединица 98
| Кандидат                                    | Партија                       |
| ------------------------------------------- | ----------------------------- |
| Добривоје Будимировић Биџа (***ПОБЕДНИК***) | Социјалистичка партија Србије |
| Витомир Васић                               | Либерална странка             |
| Ненад Говедаровић                           | Демократска странка           |
| Зоран Лалковић                              | Српски покрет обнове          |
| Радосласв Милосављевић                      | Група грађана                 |
| Радиша Недељковић                           | Странка уније српских сељака  |
| Обрадин Чолић                               | Група грађана                 |
| Укупно                                      |                               |
| Извор:                                      |                               |